# هوهانس تومانیان
هُوْهانِس تادئوسی تومانیان (به ارمنی: Հովհաննես Թադևոսի Թումանյան)، (زاده ۱۹ فوریه [سبک قدیمی: ۷ فوریه] ۱۸۶۹ – درگذشته ۲۳ فوریه ۱۹۲۳) شاعر، داستان‌نویس فعال ادبی و اجتماعی برجستهٔ ارمنی بود.

## آثار ادبی

### قطعات رمانتیک و اشعار
- موش و گربه (۱۸۸۶)
- مارو (۱۸۸۷)
- آختامار (۱۸۹۱)
- داوید ساسونی (۱۹۰۲)
- تصرف قلعه تمپک (۱۹۰۲)
- A Drop of Honey (1909)
- The End of Evil (1908)
- The Shah and the Peddler (1917)

### رمان‌ها
- آنوش (۱۸۹۰)[۱][۲]
- گیکور
- داوید ساسونی

### Fairy tales
- نازار شجاع
- The Kid Goat
- The Unlucky Panos

تومانیان نخستین بار، درسال۱۸۹۰ م. / ۱۲۶۹ ش. با انتشار داستان آرِو یِو لوسین (خورشید و ماه) در ماهنامه کودکان آغبیور شناخته شد. پس از آن داستان‌های بسیاری برای کودکان نگاشت که از میان آنها می‌توان به آثار زیر اشاره کرد:
| متن عنوان                      | متن عنوان              | متن عنوان |
| ------------------------------ | ---------------------- | --------- |
| سگ و گربه                      | شون و کاتون            |           |
| پوقوس ــ پطروس                 |                        |           |
| تاجران بدبخت                   | آنباخت واجاراکاننِر     |           |
| پایان جفا                      | چاری وِرچ               |           |
| یک قطره عسل                    | می کاتیل مِقر           |           |
| گیکور                          |                        |           |
| حمام سنگی نِسو                  | نسویی کاراباقنیس       |           |
| دوست من نِسو                    | ایم ــ اِنکرـ نِسون      |           |
| خوشی برای خوشگذران تمامی ندارد | کِف آنوقین کِف چی پاکسیل |           |
| گرگ                            | گایل                   |           |
| نازار پهلوان                   | کاج نازار              |           |

## در فرهنگ عامه

### اپراها
اپرا
- آنوش
- آلماست (به معنی الماس)

### فیلم‌ها
- گیکور
- آختامار

### تمبرهای پستی، اسکناس‌ها و سکه‌ها

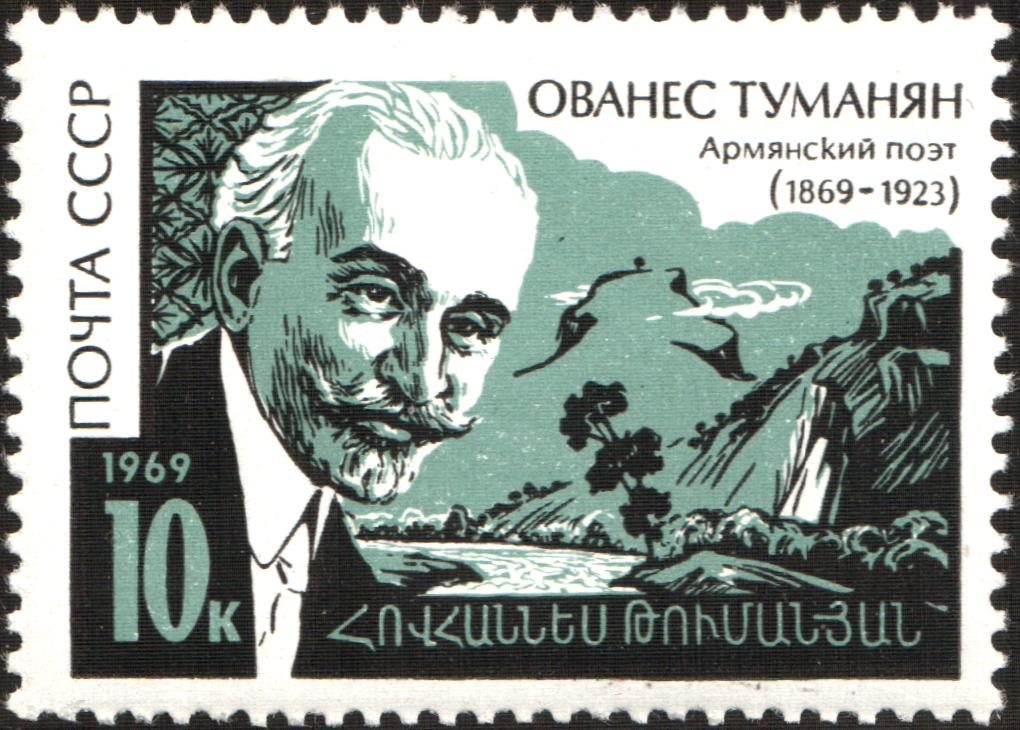
Soviet post stamp, 1969
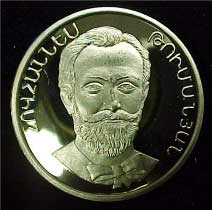
Tumanyan memorial coin, 1994
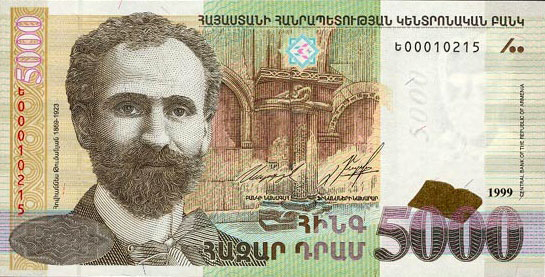
Obverse side of the 5,000 درام (واحد پول), ۱۹۹۸
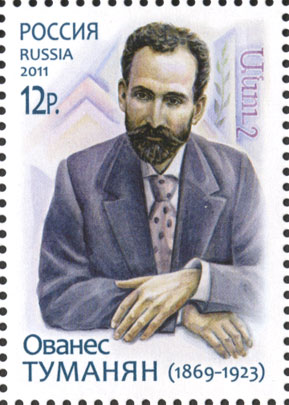
Russian post stamp, 2011
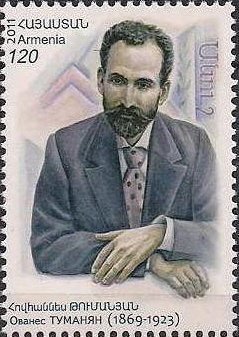
Armenian post stamp, 2011